# Houzhenzia
Houzhenzia is een kevergeslacht uit de familie van de boktorren (Cerambycidae). De wetenschappelijke naam van het geslacht werd voor het eerst geldig gepubliceerd in 2012 door Ohbayashi N. & Lin.

## Soorten
Houzhenzia is monotypisch en omvat slechts de volgende soort:
- Houzhenzia cheni Ohbayashi N. & Lin, 2012